# Abbie Cornish
Abbie Cornish (Lochinvar, Új-Dél-Wales, 1982. augusztus 7. –), zenésznevén  MC Dusk, ausztrál színésznő, rapper.
A Cigánykerék főszerepét követően egyebek mellett játszott a Fényes csillag (2009), az Álomháború (2011) és a Csúcshatás (2011) című filmekben, továbbá Martin McDonagh A hét pszichopata és a si-cu (2012) és Három óriásplakát Ebbing határában (2017) című rendezéseiben – utóbbiért a több szereplővel közösen Screen Actors Guild-díjat kapott. 
2018-ban egy évad erejéig John Krasinski oldalán szerepelt a Jack Ryan című sorozatban.

## Filmográfia

### Film
| Év   | Magyar cím                         | Eredeti cím                                   | Szerep                  | Magyar hang        |
| ---- | ---------------------------------- | --------------------------------------------- | ----------------------- | ------------------ |
| 2000 | A majom álarca                     | The Monkey's Mask                             | Mickey Norris           | Roatis Andrea      |
| 2003 |                                    | Horseplay                                     | Becky Wodinski          |                    |
| 2004 | Egy tökéletes nap                  | One Perfect Day                               | Emma Matisse            |                    |
| 2004 | Cigánykerék                        | Somersault                                    | Heidi                   |                    |
| 2004 |                                    | Everything Goes (rövidfilm)                   | Brianie                 |                    |
| 2006 | Candy                              | Candy                                         | Candy                   | Solecki Janka      |
| 2006 | Bor, mámor, Provence               | A Good Year                                   | Christie Roberts        | Ruttkay Laura      |
| 2007 | Elizabeth: Az aranykor             | Elizabeth: The Golden Age                     | Bess Throckmorton       | Németh Kriszta     |
| 2008 | A sereg nem enged                  | Stop-Loss                                     | Michelle Overton        | Pikali Gerda       |
| 2009 | Fényes csillag                     | Bright Star                                   | Fanny Brawne            | Solecki Janka      |
| 2010 | A Őrzők legendája                  | Legend of the Guardians: The Owls of Ga'Hoole | Otulissa (hangja)       | Gubás Gabi         |
| 2011 | Csúcshatás                         | Limitless                                     | Lindy                   | Ruttkay Laura      |
| 2011 | Álomháború                         | Sucker Punch                                  | Sweet Pea               | Györfi Anna        |
| 2011 | W.E. – Országomat egy nőért        | W.E.                                          | Wally Winthrop          | Roatis Andrea      |
| 2012 | Az embercsempész                   | The Girl                                      | Ashley                  |                    |
| 2012 | A hét pszichopata és a si-cu       | Seven Psychopaths                             | Kaya                    | Solecki Janka      |
| 2014 | Robotzsaru                         | RoboCop                                       | Clara Murphy            | Ruttkay Laura      |
| 2015 | Gyilkos ösztön                     | Solace                                        | Katherine Cowles ügynök | Nemes Takách Kata  |
| 2016 |                                    | Lavender                                      | Jane                    |                    |
| 2017 |                                    | 6 Days                                        | Kate Adie               |                    |
| 2017 | Három óriásplakát Ebbing határában | Three Billboards Outside Ebbing, Missouri     | Anne Willoughby         | Bogdányi Titanilla |
| 2017 | Űrvihar                            | Geostorm                                      | Sarah Wilson ügynök     | Sallai Nóra        |
| 2018 | Szerelem a gyűlölet idején         | Where Hands Touch                             | Kerstin                 | Pápai Erika        |
| 2018 |                                    | Paris Song                                    | Lee Abbott              |                    |
| 2018 |                                    | Perfect                                       | anya                    |                    |
| 2021 |                                    | The Virtuoso                                  | pincérnő                |                    |
| 2022 | Emlékezetkiesés                    | Blackout                                      | Anna                    |                    |
| 2022 | Dakota                             | Dakota                                        | Kate Sanders            | Sallai Nóra        |

### Televízió
| Év   | Magyar cím  | Eredeti cím                  | Szerep                     | Megjegyzések           |
| ---- | ----------- | ---------------------------- | -------------------------- | ---------------------- |
| 1997 |             | Wildside                     | Simone Summers             | 9 epizód               |
| 1999 |             | Close Contact                | Sara Boyack                | tévéfilm               |
| 2000 | Vízizsaruk  | Water Rats                   | Marie Marchand             | 1 epizód               |
| 2001 | Lovasiskola | Outriders                    | Reggie McDowell            | 26 epizód              |
| 2001 |             | Life Support                 | Penne                      | 10 epizód              |
| 2003 |             | White Collar Blue            | Antonia McAlister          | 1 epizód               |
| 2003 |             | Marking Time                 | Tracey                     | tévéfilm               |
| 2009 | Robotcsirke | Robot Chicken                | feleség / ápolónő (hangja) | 1 epizód               |
| 2014 | Klondike    | Klondike                     | Belinda Mulrooney          | minisorozat (6 epizód) |
| 2018 | Jack Ryan   | Jack Ryan                    | Cathy Mueller              | főszereplő (9 epizód)  |
| 2019 |             | Secret Bridesmaids' Business | Melanie                    | minisorozat (6 epizód) |

## Fordítás
- Ez a szócikk részben vagy egészben  az   Abbie Cornish című angol Wikipédia-szócikk fordításán alapul.  Az eredeti cikk szerkesztőit annak laptörténete sorolja fel. Ez a jelzés csupán a megfogalmazás eredetét és a szerzői jogokat jelzi, nem szolgál a cikkben szereplő információk forrásmegjelöléseként.